# Joan Guillamí

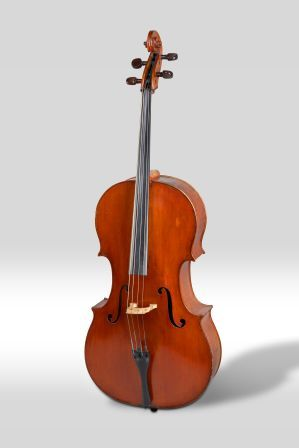
El Violoncel Guillamí, conservat al Museu de la Música de Barcelona.

Joan Guillamí o Juan Guillamí (Barcelona, 1702 — 1769) va ser un dels constructors d'instruments musicals de més prestigi a la Barcelona del segle xviii. Els seus instruments estan inspirats en els models del cèlebre constructor italià Antonio Stradivari i en l'escola napolitana de luteria barroca. Actualment és considerat un dels lutiers catalans més importants i les seves obres són molt valorades.

## Biografia
Nascut a Barcelona, va establir el seu taller al carrer d'Escudellers de Ciutat Vella, on va construir un bon nombre d'instruments de corda fets amb fustes i vernissos de molt bona qualitat i amb una gran perfecció en els acabats.
Membre destacat d'una família de violers de gran tradició, el seu treball aprofitava l'impuls del notable creixement social, cultural i econòmic que, al llarg de tot el segle xviii, va experimentar la ciutat comtal. En aquest context, els seus instruments van assolir una excel·lent reputació, amb una qualitat comparable a la dels mestres italians.
El seu fill, també anomenat Joan Guillamí, va continuar l'ofici patern.

## ElVioloncel Guillamí
Al Museu de la Música de Barcelona es conserva un exemplar de Violoncel Guillamí, construït l'any 1756. A inicis del segle xx, el violoncel Guillamí va passar per successives restauracions i l'any 2009 va ser dipositat al Museu de la Música de Barcelona per l'Orfeó Català, on va ser objecte d'un treball de preparació evitant qualsevol intervenció en profunditat que pogués afectar l'originalitat i la història de l'instrument.